# HMS Jupiter (1778)
Pour les autres navires du même nom, voir HMS Jupiter.
Le HMS Jupiter était un navire de ligne de 50 canons britannique de quatrième rang lancé en 1778 par la Royal Navy. 

## Histoire
Construit à Rotherhithe (dans le sud-est de Londres), il était armé de 50 canons. 
En 1781, il participa à la bataille de Porto Praya, dans les îles du Cap-Vert. 
Dans la nuit du 9 au 10 octobre 1799, il affronte la frégate française La Preneuse au large des côtes de Natal mais doit abandonner le combat après avoir reçu deux bordées de son adversaire qui peut regagner l'Île de France, poursuivie par le HMS Tremendous.
Il fit naufrage le 10 décembre 1808, dans la baie de Vigo en Espagne ; tout l'équipage put être sauvé.
En 1794, le Révérend James Stanier Clarke fut nommé à son bord comme aumônier. Le Révérend Clarke devint plus tard le bibliothécaire du Prince-Régent, à Carlton House, où il eut l'honneur de recevoir la romancière Jane Austen le 13 novembre 1815. Des suggestions qu'il lui fit alors est né le Plan of a Novel, une petite œuvre parodique de la romancière.  